# Keramikugn

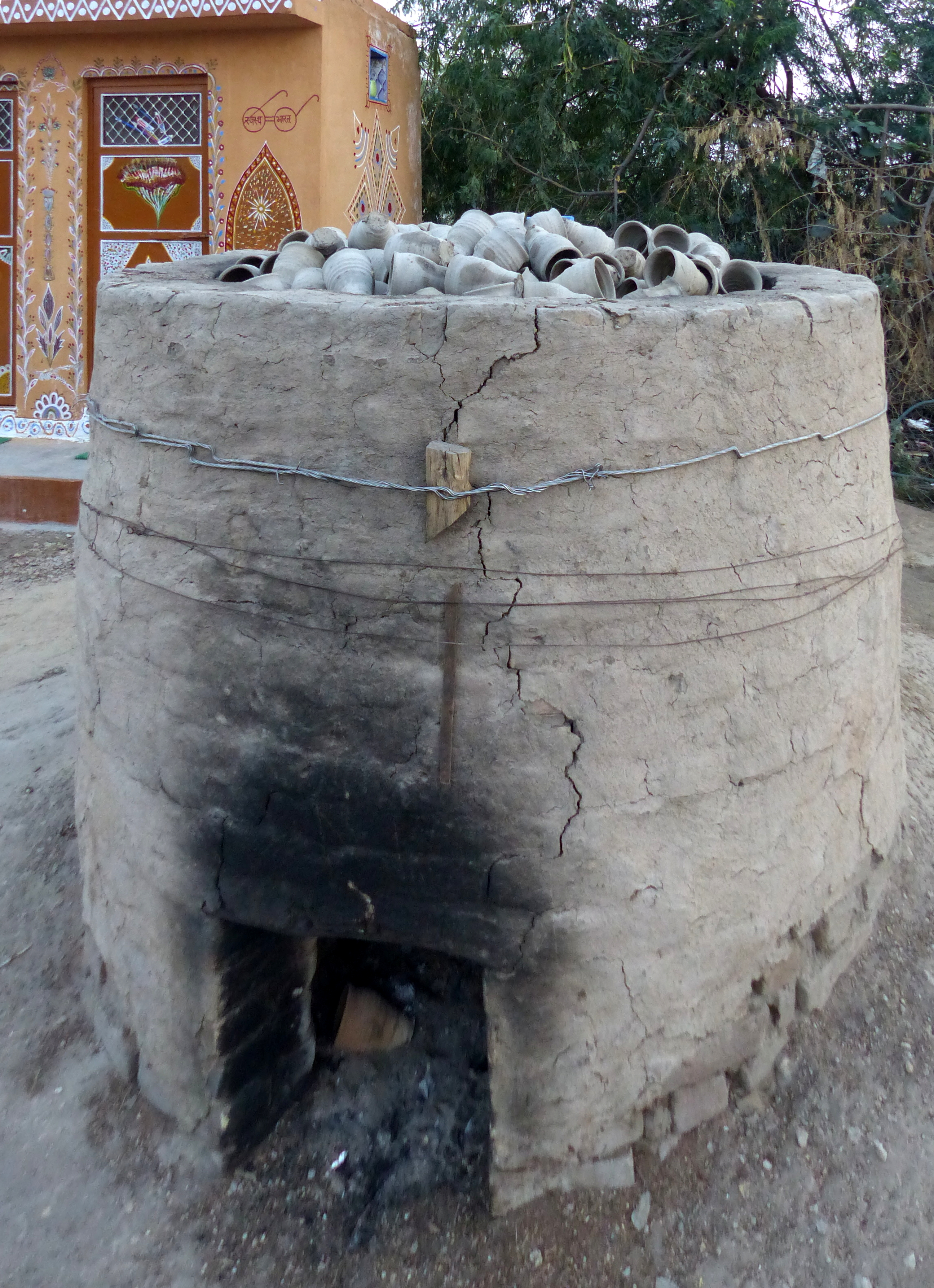
Keramikugn från Jodhpur i Indien.

Keramikugn är en typ av ugn som konstruerats med avsikten att i första hand bränna keramik. Keramikugnar kan i allmänhet komma upp i temperaturer runt 1300 °C. Beroende på konstruktion värms keramikugnen vanligtvis med gas, el eller brännbara material.
Man skröjbränner det torkade godset. Den bränningen skall ske varsamt, speciellt vid 573 °C, då kvartsexpansionen sker i godset. Man måste bränna över 900 °C för att den kemiska reaktionen i godset skall ske, den som omvandlar lersubstansen till keramik. Även vid avsvalning måste man ta hänsyn på kvartsens egenskaper, avsvalna försiktigt vid 573 °C.
Därefter kan det ske glattbränning (glasyrbränning). Det glaserade godset bränns till något högre temperaturer, och hänsyn tas igen till kvartsexpasion vid 573 °C. Smälttemperaturer för glasyrer kan vara väldigt olika. För lergods räcker det runt 1020 °C, men för stengods och porslin kan man komma upp till 1300 °C, varvid man måste ta hänsyn även på kvartsens omvandling till kristobalit vid 1020 °C. Den omvandlas inte vid avsvalning till alfa-kvarts utan förblir kristobalit.
Glasyrer kan vara väldigt olika och deras sammansättning räknar man ut med så kallad stökiometrisk beräkning (stökiometri) efter atomvikter. Förhållandet mellan metaller och halvmetaller - kvarts - aluminium bestämmer smälttemperaturen. Det finns så kallade stökiometriska tabeller att tillgå.

## Typer av keramikugnar
- Anagama
- Raku